# Angelika Muharukua
Angelika Kazetjindire Muharukua (* 12. Januar 1958 in Okatjetje, Südwestafrika; † 1. Oktober 2017 in Windhoek) war eine namibische Politikerin der SWAPO, Mitglied der Nationalversammlung, Vizeministerin für Gleichberechtigung und Kinderwohlfahrt und Gouverneurin der Region Kunene.

## Leben

### Jugend und Ausbildung
Angelika Muharukua war eine Herero aus dem Nordwesten Namibias. Sie wurde im Schneider- und Lederhandwerk ausgebildet. Über den Rat der Kirchen in Namibia erlernte sie die englische Sprache.
Als Jugendliche trat sie 1979 der SWAPO bei.

### Mitglied der Nationalversammlung
Staatspräsident Sam Nujoma berief Muharukua 1995 in die 2. Nationalversammlung von Namibia – Namibia wurde erst 1990 unabhängig –, wo sie bis 2004 Mitglied war. Von den 104 Mitgliedern der Nationalversammlung werden 96 gewählt und 8 werden vom Präsidenten bestimmt.

### Stellvertretende Ministerin
Im Mai 2004 wurde sie als Nachfolgerin von Marlene Mungunda zur Vizeministerin für Frauenangelegenheiten und Kinderwohlfahrt in das Kabinett Pohamba I berufen. Das Ministerium wurde später umbenannt in Ministerium für Gleichberechtigung und Kinderwohlfahrt. Als Vizeministerin war Muharukua im Kabinett Pohamba II (2010–2012) vertreten. Muharukua engagierte sich auf Kongressen zur Gleichstellung von Frauen und war überzeugt davon, dass Namibia dabei auf einem guten Weg sei. Auf einem von fünf geplanten Gleichstellungsgipfeln im Süden Afrikas kündigte sie an, dass in Namibia bis 2014 im Kabinett 20 % Frauen vertreten sein würden, im Parlament 25 % und in den regionalen Gouvernements 42 %.
Im September 2012 widersprach Angelika Muharukua der Erklärung der Vereinten Nationen über die Rechte indigener Völker. Sie vertrat die Ansicht, dass indigene Völker wie Himba und Zemba nicht das Recht hätten, ihre eigenen traditionellen Führer zu wählen. Am 27. März 2013 widersetzte sich Angelika Muharukua öffentlich dem Protest von etwa tausend indigenen Himba und Zemba, die ihre Beschwerden zum Ausdruck brachten, dass ihre Kinder keine kulturell angemessene Ausbildung erhielten, die Eltern gezwungen seien, die traditionellen Frisuren ihrer Kinder zu kürzen, ihre kulturelle Kleidung zu verbieten und daher ihre kulturelle Identität zu verlieren.

### Gouverneurin der Region Kunene
Präsident Hage Geingob ernannte Muharukua 2015 zur Gouverneurin der Kunene-Region, in der sie geboren wurde. Sie übte das Amt bis zu ihrem Tod 2017 aus. Dabei kümmerte sie sich um Themen wie Wasserfragen, ländliche Entwicklung und erneuerbare Energiegewinnung.

### Privates
Muharukua war mit Kenatjironga Festus Muharukua verheiratet, der im März 2015 in seinem Heimatdorf Ovinjange (Kunene) im Auto sitzend von einer Flutwelle erfasst wurde und ums Leben kam. Das Ehepaar lebte in Ovinjange, hatte aber auch einen Wohnsitz in Windhoek-Hochland Park.

### Engagement und Ehrungen
Anlässlich ihres Todes hat Präsident Hage Geingob den Heldenstatus verliehen und vorgeschlagen, Muharuhua auf dem Heldenacker (Windhoek), dem nationalen Heldenfriedhof, zu begraben. Tatsächlich wurde Muharukua auf eigenen Wunsch neben ihrem Vater Uemutonda Langman Ruhozu in Okozongondjoza bei Opuwo beigesetzt und bekam ein Staatsbegräbnis.
Einige Monate nach ihrem Tod, am 20. Februar 2018, wurde die Entbindungsklinik Kazetjindire Angelika Muharukua Maternity Waiting Home in Opuwo (Region Kunene) feierlich eingeweiht, die mit EU-Mitteln unterstützt wurde. Die Region ist durch große Armut gekennzeichnet. Dort ist der Prozentsatz der Frauen, die mit medizinischer Unterstützung gebären, im Vergleich mit anderen Landesteilen Namibias am niedrigsten. Zum Geburtshilfezentrum gehören neun Ambulanzen.